# 66-я церемония «Грэмми»
66-я ежегодная церемония вручения наград «Грэмми» состоялась 4 февраля 2024 года в США. На ней были отмечены лучшие записи, композиции и исполнители за год, дающий право на получение премии — с 1 октября 2022 года по 15 сентября 2023 года — по определению членов Национальной академии искусства и науки звукозаписи. Она прошла в Crypto.com Arena в Лос-Анджелесе, в 21-й раз в этом месте, и транслировась на CBS и была доступна для потоковой передачи на Paramount+.
Ведущий церемонии — Тревор Ноа. Академия добавила три новые категории и внесла несколько других изменений.
Первый тур голосования прошёл с 11 по 20 октября 2023 года, а номинанты были объявлены 10 ноября. Финальный тур голосования прошёл с 14 декабря 2023 года по 4 января 2024 года. Победители были объявлены во время церемонии вручения премии «Грэмми» и телепередачи.
Наибольшее число номинаций получила соул-певица SZA (9), семь номинаций получили певицы Фиби Бриджерс (6 в составе трио Boygenius) и Виктория Моне, а также звукоинженер Сербан Генеа, по 6 номинаций у Тейлор Свифт, Джека Антоноффа, Оливии Родриго, Билли Айлиш, Майли Сайрус, Джона Батиста и Брэнди Кларк.
Наибольшее число наград (4) получила инди-рок певица Фиби Бриджерс (3 в составе трио Boygenius). По 3 награды у SZA, Boygenius, Виктория Моне и Киллер Майк.
Тейлор Свифт в рекордный 4-й раз получила награду в категории «Альбом года», Майли Сайрус — свою первую за всю карьеру Грэмми, а 80-летняя легенда Джони Митчелл впервые выступила на церемонии Грэмми и оно признано одним из лучших.

## История
Для церемонии 2024 года академия объявила о нескольких изменениях для различных категорий и правил отбора:

### Изменения в категориях
- Были добавлены три новые категории — Лучшее исполнение африканской музыки, Лучший альтернативный джазовый альбом и Лучшая данс-поп-запись.
- Две категории — «Продюсер года, неклассический» и «Автор песни года, неклассический» — были перенесены в общее поле и теперь могут быть выбраны всеми членами жюри «Грэмми».
- Количество номинантов в категориях «Большой четвёрки» общего поля (Альбом года, Запись года, Песня года и Лучший новый артист) было сокращено с десяти до восьми.
- Для того чтобы стать номинантом в проекте, номинированном на «Альбом года», зачисленные [ведущие] артисты, исполнители, авторы песен, продюсеры, инженеры, микшеры и мастеринг-инженеры должны сыграть в общей сложности 20 % игрового времени альбома. Ранее на двух предыдущих церемониях вручения премии «Грэмми» минимальный уровень участия не требовался.
- Из категории «Лучший музыкальный фильм» было исключено требование о том, что проект должен включать не менее 51 % материала, основанного на исполнении.
- Лучший альбом региональной мексиканской музыки (включая Tejano) был переименован в Лучший альбом мексиканской музыки (включая Tejano).
- Лучшее импровизированное джазовое соло[англ.] было переименовано в Лучшее джазовое сольное исполнение.

### Другие изменения
- Общее количество полей в голосовании по «Грэмми» сократилось с 26 до 11, не включая Общее поле. Академия звукозаписи заявила, что это было сделано для того, чтобы все голосующие члены могли использовать все десять отведённых им голосов, поскольку ранее это было невозможно из-за того, что некоторые поля содержали только одну категорию. В дополнение к своим голосам в Общем поле, избирателям предлагается отдать до десяти голосов за жанровые категории, распределённые максимум по трём полям. На 66-й ежегодной церемонии вручения премии «Грэмми» эти категории перечислены следующим образом:
  - Поп и танцевальная/электронная музыка (6 категорий)
  - Рок, металл и альтернативная музыка (6 категорий)
  - R&B, Rap & Spoken Word Poetry (10 категорий)
  - Джаз, традиционная поп-музыка, современная инструментальная музыка и музыкальный театр (9 категорий)
  - Кантри и американская корневая музыка (13 категорий)
  - Госпел и современная христианская музыка (5 категорий)
  - Латинская, глобальная, африканская, регги и нью-эйдж, эмбиент или напевная музыка (10 категорий)
  - Детская, комедия, аудиокнига, повествование и рассказ, визуальные медиа и музыкальное видео/фильм (9 категорий)
  - Упаковка, ноты и исторические (4 категории)
  - Производство, инжиниринг, композиция и аранжировка (8 категорий)
  - Классическая музыка (8 категорий)

### Искусственный интеллект
- Академия звукозаписи уточнила, что: «только люди-создатели имеют право быть представленными на рассмотрение, номинированными на премию „Грэмми“ или выиграть её. Произведение, в котором нет человеческого авторства, не может быть представлено ни в одной из категорий. Произведение, содержащее элементы A.I. материала (то есть материала, созданного с помощью технологии искусственного интеллекта), может быть представлено в соответствующих категориях; однако: (1) компонент человеческого авторства в представленном произведении должен быть значимым и более чем минимален (de minimis); (2) такой компонент человеческого авторства должен иметь отношение к категории, в которой представлено такое произведение (например, если произведение представлено в категории написания песен, то человеческое авторство должно быть значимым и более чем de minimis в отношении [к] музыке и/или тексту; если произведение представлено в категории исполнения, то человеческое авторство должно быть значимым и более чем de minimis в отношении [к] исполнению); и (3) автор(ы) любого A.I. материала, включённого в произведение, не имеют права быть номинантами или получателями Грэмми в той мере, в какой их вклад в часть произведения, состоящую из такого A.I. материала, является значимым».

## Выступления
Первые три исполнителя на церемонии — Билли Айлиш, Дуа Липа и Оливия Родриго — были объявлены 15 января 2024 года. Вторая группа исполнителей, состоящая из Трэвиса Скотта, Люка Комбса и Burna Boy, была объявлена 21 января. Билли Джоэл, который впервые за 22 года выступит на «Грэмми», был объявлен 25 января, в тот же день, когда были объявлены исполнители для церемонии премьеры. U2 присоединились к составу 27 января, выступив в рамках своей резиденции U2:UV в Sphere в Лас-Вегасе. 80-летняя Джони Митчелл, которая дебютирует на церемонии, была объявлена 28 января. SZA присоединилась к составу 29 января. Исполнители для сегмента In Memoriam были объявлены 2 февраля, и в тот же день было подтверждено выступление Майли Сайрус на церемонии.

## Основная категория
Запись года
- «Flowers» — Майли Сайрус
  - Kid Harpoon & Tyler Johnson, продюсеры; Майкл Поллак, Brian Rajaratnam & Марк «Спайк» Стент, звукоинженеры; Joe LaPorta, мастеринг
- «What Was I Made For?» — Билли Айлиш
  - Билли Айлиш & FINNEAS, продюсеры; Билли Айлиш, Rob Kinelski & FINNEAS, звукоинженеры; Chris Gehringer, мастеринг
- «Worship» — Джон Батист
  - Джон Батист, Jon Bellion, Pete Nappi & Tenroc, продюсеры; Сербан Генеа & Pete Nappi, звукоинженеры; Chris Gehringer, мастеринг
- «Not Strong Enough» — Boygenius
  - boygenius & Catherine Marks, продюсеры; Owen Lantz, Catherine Marks, Mike Mogis, Bobby Mota, Kaushlesh «Garry» Purohit & Sarah Tudzin, звукоинженеры; Pat Sullivan, мастеринг
- «On My Mama[англ.]» — Виктория Моне
  - Deputy, Dernst Emile II & Jeff Gitelman, продюсеры; Patrizio Pigliapoco & Todd Robinson, звукоинженеры; Colin Leonard, мастеринг
- «Vampire» — Оливия Родриго
  - Dan Nigro, продюсер; Сербан Генеа, Michael Harris, Chris Kasych, Dan Nigro & Dan Viafore, звукоинженеры; Рэнди Меррилл, мастеринг
- «Anti-Hero» — Тейлор Свифт
  - Джек Антонофф & Тейлор Свифт, продюсеры; Джек Антонофф, Сербан Генеа, Laura Sisk & Lorenzo Wolff, звукоинженеры; Рэнди Меррилл, мастеринг
- «Kill Bill» — SZA
  - Rob Bisel & Carter Lang, продюсеры; Rob Bisel, звукоинженер; Dale Becker, мастеринг

Альбом года
- Midnights — Тейлор Свифт
  - Джек Антонофф & Тейлор Свифт, продюсеры; Джек Антонофф, Zem Audu, Сербан Генеа, David Hart, Mikey Freedom Hart, Sean Hutchinson, Ken Lewis, Michael Riddleberger, Laura Sisk & Evan Smith, звукоинженеры; Джек Антонофф & Тейлор Свифт, авторы; Рэнди Меррилл, мастеринг
- World Music Radio[англ.] — Джон Батист
  - Джон Батист, Jon Bellion, Nick Cooper, Pete Nappi & Tenroc, продюсеры; Джон Батист, Pete Nappi, Kaleb Rollins, Laura Sisk & Marc Whitmore, звукоинженеры; Джон Батист, Jon Bellion, Jason Cornet & Pete Nappi, авторы; Chris Gehringer, мастеринг
- The Record — Boygenius
  - Boygenius & Catherine Marks, продюсеры; Owen Lantz, Will Maclellan, Catherine Marks, Mike Mogis, Bobby Mota, Kaushlesh «Garry» Purohit & Sarah Tudzin, звукоинженеры; Жюльен Бейкер, Фиби Бриджерс & Люси Дакус, авторы; Pat Sullivan, мастеринг
- Endless Summer Vacation — Майли Сайрус
  - Kid Harpoon, Tyler Johnson & Mike Will Made-It, продюсеры; Pièce Eatah, Craig Frank, Paul David Hager, Stacy Jones, Brian Rajaratnam & Марк «Спайк» Стент, звукоинженеры; Miley Cyrus, Gregory Aldae Hein, Thomas Hull, Tyler Johnson, Michael Len Williams II & Michael Pollack, авторы; Joe LaPorta, мастеринг
- Did You Know That There’s a Tunnel Under Ocean Blvd — Лана Дель Рей
  - Джек Антонофф, Zach Dawes, Лана Дель Рей & Drew Erickson, продюсеры; Джек Антонофф, Michael Harris, Dean Reid & Laura Sisk, звукоинженеры; Джек Антонофф, Лана Дель Рей & Mike Hermosa, авторы; Ruairi O’Flaherty, мастеринг
- The Age of Pleasure — Жанель Монэ
  - Sensei Bueno, Nate Wonder & Nana Kwabena Tuffuor, продюсеры; Mick Guzauski, Nate «Rocket» Wonder, Jayda Love, Janelle Monáe & Yáng Tan, звукоинженеры; Jarrett Goodly, Nathaniel Irvin III, Janelle Monáe Robinson & Nana Kwabena Tuffuor, авторы; Dave Kutch, мастеринг
- Guts — Оливия Родриго
  - Dan Nigro, продюсер; Сербан Генеа, Sterling Laws, Mitch McCarthy, Dan Nigro, Dave Schiffman, Марк «Спайк» Стент, Sam Stewart & Dan Viafore, звукоинженеры; Dan Nigro & Оливия Родриго, авторы; Рэнди Меррилл, мастеринг
- SOS — SZA
  - Rob Bisel, ThankGod4Cody & Carter Lang, продюсеры; Rob Bisel, звукоинженер; Rob Bisel, Cody Fayne, Carter Lang & Solána Rowe, авторы; Dale Becker, мастеринг

Песня года
- «What Was I Made For?»
  - Билли Айлиш & Финнеас О’Коннелл, авторы (Билли Айлиш)
- «A&W»
  - Джек Антонофф, Лана Дель Рей & Сэм Дью, авторы (Лана Дель Рей)
- «Anti-Hero»
  - Джек Антонофф & Тейлор Свифт, авторы (Тейлор Свифт)
- «Butterfly»
  - Джон Батист & Дэн Уилсон, авторы (Джон Батист)
- «Dance the Night»
  - Caroline Ailin, Дуа Липа, Марк Ронсон & Эндрю Уайатт, авторы (Дуа Липа)
- «Flowers»
  - Майли Сайрус, Gregory Aldae Hein & Michael Pollack, авторы (Майли Сайрус)
- «Kill Bill»
  - Rob Bisel, Carter Lang & SZA, авторы (SZA)
- «Vampire»
  - Дэн Нигро & Оливия Родриго, авторы (Оливия Родриго)

Лучший новый исполнитель
- Виктория Моне
  - Грэйси Абрамс
  - Fred again..
  - Ice Spice
  - Jelly Roll
  - Коко Джонс[англ.]
  - Noah Kahan
  - The War and Treaty[англ.]

Продюсер года, неклассический
- Джек Антонофф
  - Dernst «D’Mile» Emile II
  - Hit-Boy
  - Metro Boomin
  - Дэн Нигро

Автор песен года, неклассический (Songwriter of the Year, Non-Classical)
- Терон Томас
  - Эдгар Баррера
  - Джесси Джо Диллон
  - Шейн Маканалли
  - Джастин Трантер

## Поп и танцевальная/электронная музыка
Лучшее сольное поп-исполнение
- «Flowers» — Майли Сайрус
- «What Was I Made For?» — Билли Айлиш
- «Paint the Town Red» — Doja Cat
- «Vampire» — Оливия Родриго
- «Anti-Hero» — Тейлор Свифт

Лучшее поп-исполнение дуэтом или группой
- «Ghost in the Machine» — SZA при участии Фиби Бриджерс
- «Never Felt So Alone» — Labrinth при участии Билли Айлиш
- «Candy Necklace» — Лана Дель Рей при участии Джона Батиста
- «Thousand Miles» — Майли Сайрус при участии Брэнди Карлайл
- «Karma» — Тейлор Свифт при участии Ice Spice

Лучший вокальный поп-альбом
- Midnights — Тейлор Свифт
- Chemistry — Келли Кларксон
- Endless Summer Vacation — Майли Сайрус
- Guts — Оливия Родриго
- - — Эд Ширан

Лучшая танцевальная/электронная запись
- «Rumble» — Skrillex, Fred Again & Flowdan
  - Fred Again & Skrillex, продюсеры; Skrillex, микширование
- «Blackbox Life Recorder 21F» — Aphex Twin
  - Ричард Д. Джеймс, продюсер; Ричард Д. Джеймс, микширование
- «Loading» — Джеймс Блейк
  - Джеймс Блейк & Dom Maker, продюсеры; Джеймс Блейк, микширование
- «Higher Than Ever Before» — Disclosure
  - Cirkut, Гай Лоуренс & Говард Лоуренс, продюсеры; Гай Лоуренс, микширование
- «Strong» — Romy & Fred Again
  - Fred Again, Стюарт Прайс & Romy, продюсеры; Fred Again & Стюарт Прайс, микширование

Лучшая данс-поп-запись
- «Padam Padam» — Кайли Миноуг
- «One in a Million» — Биби Рекса & Давид Гетта
- «Miracle» — Кельвин Харрис при участии Элли Голдинг
- «Baby Don’t Hurt Me» — Давид Гетта, Anne-Marie & Coi Leray
- «Rush» — Трой Сиван

Лучший танцевальный/электронный альбом
- Actual Life 3 (January 1 — September 9 2022) — Fred again..
- Playing Robots into Heaven — Джеймс Блейк
- For That Beautiful Feeling — The Chemical Brothers
- Kx5 — Kx5
- Quest for Fire — Скриллекс

## Рок и альтернативная музыка
Лучшее рок-исполнение
- «Not Strong Enough» — Boygenius
- «Sculptures of Anything Goes» — Arctic Monkeys
- «More Than a Love Song» — Black Pumas
- «Rescued» — Foo Fighters
- «Lux Æterna» — Metallica

Лучшее метал-исполнение
- «72 Seasons» — Metallica
- «Bad Man» — Disturbed
- «Phantom of the Opera» — Ghost
- «Hive Mind» — Slipknot
- «Jaded» — Spiritbox

Лучшая рок-песня
- «Not Strong Enough»
  - Жюльен Бейкер, Фиби Бриджерс & Люси Дакус, авторы (Boygenius)
- «Rescued»
  - Дэйв Грол, Rami Jaffee, Нейт Мендел, Крис Шифлетт & Пэт Смир, авторы (Foo Fighters)
- «Ballad of a Homeschooled Girl»
  - Dan Nigro & Оливия Родриго, авторы (Оливия Родриго)
- «Emotion Sickness»
  - Dean Fertita, Joshua Homme, Майкл Шумен, Jon Theodore & Трой [Ван Леувен, авторы (Queens of the Stone Age)
- «Angry»
  - Мик Джаггер, Кит Ричардс & Andrew Watt, авторы (The Rolling Stones)

Лучший рок-альбом
- This Is Why — Paramore
- But Here We Are — Foo Fighters
- Starcatcher — Greta Van Fleet
- 72 Seasons — Metallica
- In Times New Roman... — Queens of the Stone Age

Лучший альтернативный альбом
- The Record — Boygenius
- The Car — Arctic Monkeys
- Cracker Island — Gorillaz
- Did You Know That There’s a Tunnel Under Ocean Blvd — Лана Дель Рей
- I Inside the Old Year Dying — PJ Harvey

Лучшее исполнение альтернативной музыки
- «This Is Why» — Paramore
- «Belinda Says» — Alvvays
- «Body Paint» — Arctic Monkeys
- «Cool About It» — Boygenius
- «A&W» — Лана Дель Рей

## R&B, рэп, разговорная поэзия
Лучшее R&B-исполнение
- «ICU» — Коко Джонс
- «Summer Too Hot» — Крис Браун
- «Back to Love» — Роберт Гласпер при участии Sir & Alex Isley
- «How Does It Make You Feel» — Виктория Моне
- «Kill Bill» — SZA

Лучшая R&B-песня
- «Snooze»
  - Kenny B. Edmonds, Blair Ferguson, Khris Riddick-Tynes, Солана Роу & Леон Томас, авторы (SZA)
- «Angel»
  - Хэлли Бейли, Theron Feemster & Coleridge Tillman, авторы (Хэлли Бейли)
- «Back to Love»
  - Darryl Andrew Farris, Роберт Гласпер & Alex Isley, авторы (Роберт Гласпер при участии Sir & Alex Isley)
- «ICU»
  - Darhyl Camper Jr., Courtney Jones, Raymond Komba & Roy Keisha Rockette, авторы (Коко Джонс)
- «On My Mama»
  - Dernst Emile II, Jeff Gitelman, Виктория Моне, Kyla Moscovich, Jamil Pierre & Charles Williams, авторы (Виктория Моне)

Лучший прогрессивный R&B-альбом
- SOS — SZA
- Since I Have a Lover — 6lack
- The Love Album: Off the Grid — Дидди
- Nova — Террас Мартин и Джеймс Фонтлерой
- The Age of Pleasure — Жанель Монэ

Лучший R&B-альбом
- Jaguar II — Виктория Моне
- Girls Night Out — Бэйбифейс
- What I Didn’t Tell You (Deluxe) — Коко Джонс
- Special Occasion — Эмили Кинг
- Clear 2: Soft Life (EP) — Саммер Уокер

Лучшее исполнение традиционного R&B
- «Good Morning» — Пи Джей Мортон при участии Сьюзен Кэрол
- «Simple» — Бэйбифейс при участии Коко Джонс
- «Lucky» — Кеньон Диксон
- «Hollywood» — Виктория Моне при участии Earth, Wind & Fire & Хейзел Моне
- «Love Language» — SZA

Лучшее рэп-исполнение
- «Scientists & Engineers» — Киллер Майк при участии André 3000, Future и Эрин Аллен Кейн
- «The Hillbillies» — Baby Keem при участии Кендрика Ламара
- «Love Letter» — Black Thought
- «Rich Flex» — Дрейк & 21 Savage
- «Players» — Coi Leray

Лучшее исполнение мелодичного рэпа
- «All My Life» — Lil Durk при участии Джей Коула
- «Sittin' on Top of the World» — Burna Boy при участии 21 Savage
- «Attention» — Doja Cat
- «Spin Bout U» — Дрейк & 21 Savage
- «Low» — SZA

Лучшая рэп-песня
- «Scientists & Engineers»
  - Андре Бенджамин, Paul Beauregard, Джеймс Блейк, Майкл Рендер, Tim Moore & Dion Wilson, авторы (Киллер Майк при участии André 3000, Future и Эрин Аллен Кейн)
- «Attention»
  - Rogét Chahayed, Амала Зандиле Дламини & Ari Starace, авторы (Doja Cat)
- «Barbie World»
  - Айсис Гастон, Ephrem Louis Lopez Jr. & Оника Мараж, авторы (Ники Минаж & Ice Spice при участии Aqua)
- «Just Wanna Rock»
  - Mohamad Camara, Саймир Вудс & Javier Mercado, авторы (Lil Uzi Vert)
- «Rich Flex»
  - Brytavious Chambers, Isaac «Zac» De Boni, Обри Грэм, J. Gwin, Anderson Hernandez, Michael «Finatik» Mule & Шайя Бин Эйбрахам-Джозеф, авторы (Drake & 21 Savage)

Лучший рэп-альбом
- Michael — Киллер Майк
- Her Loss — Дрейк & 21 Savage
- Heroes & Villains — Metro Boomin
- King's Disease III — Нас
- Utopia — Трэвис Скотт

Лучший альбом разговорной поэзии (включая аудиокниги & рассказы)
- The Light Inside — J. Ivy
- A-You’re Not Wrong B-They’re Not Either: The Fukc-It Pill Revisited — Queen Sheba
- For Your Consideration’24 — The Album — Прентис Пауэлл и Шон Уильям
- Grocery Shopping with My Mother — Кевин Пауэлл
- When The Poems Do What They Do — Аджа Моне

## Кантри и американская традиционная музыка
Лучшее сольное кантри-исполнение
- «White Horse» — Крис Стэплтон
- «In Your Love» — Тайлер Чилдерс
- «Buried» — Брэнди Кларк
- «Fast Car» — Люк Комбс
- «The Last Thing on My Mind» — Долли Партон

Лучшее кантри-исполнение дуэтом или группой
- «I Remember Everything» — Зак Брайан при участии Кейси Масгрейвс
- «High Note» — Диркс Бентли при участии Billy Strings
- «Nobody’s Nobody» — Brothers Osborne
- «Kissing Your Picture (Is So Cold)» — Винс Гилл & Пол Франклин
- «Save Me» — Jelly Roll с Лэйни Уилсон
- «We Don’t Fight Anymore» — Карли Пирс при участии Криса Стэплтона

Лучшая кантри-песня
- «White Horse»
  - Крис Стэплтон & Дэн Уилсон, авторы (Крис Стэплтон)
- «Buried»
  - Брэнди Кларк & Jessie Jo Dillon, авторы (Брэнди Кларк)
- «I Remember Everything»
  - Зак Брайан & Кейси Масгрейвс, авторы (Зак Брайан при участии Кейси Масгрейвс)
- «In Your Love»
  - Тайлер Чилдерс & Geno Seale, авторы (Тайлер Чилдерс)
- «Last Night»
  - John Byron, Эшли Горли, Jacob Kasher Hindlin & Ryan Vojtesak, авторы (Морган Уоллен)

Лучший кантри-альбом
- Bell Bottom Country — Лэйни Уилсон
- Rolling Up the Welcome Mat — Келси Баллерини
- Brothers Osborne — Brothers Osborne
- Zach Bryan — Зак Брайан
- Rustin’ in the Rain — Тайлер Чилдерс

Лучшее исполнение в традиционных американских жанрах
- «Eve Was Black» — Аллисон Расселл
- «Butterfly» — Джон Батист
- «Heaven Help Us All» — The Blind Boys of Alabama
- «Inventing the Wheel» — Мэдисон Каннингем
- «You Louisiana Man» — Рианнон Гидденс

Лучшее исполнение музыки американа
- «Dear Insecurity» — Брэнди Кларк при участии Брэнди Карлайл
- «Friendship» — The Blind Boys of Alabama
- «Help Me Make It Through the Night» — Тайлер Чилдерс
- «King of Oklahoma» — Джейсон Исбелл и the 400 Unit
- «The Returner» — Аллисон Расселл

Лучшая песня в традиционных американских жанрах
- «Cast Iron Skillet»
  - Джейсон Исбелл, автор (Джейсон Исбелл и the 400 Unit)
- «Blank Page»
  - Michael Trotter Jr. & Tanya Trotter, авторы (The War and Treaty)
- «California Sober»
  - Aaron Allen, William Apostol & Jon Weisberger, авторы (Билли Стрингс при участии Вилли Нельсона)
- «Dear Insecurity»
  - Брэнди Кларк & Майкл Поллак, авторы (Брэнди Кларк при участии Брэнди Карлайл)
- «The Returner»
  - Drew Lindsay, JT Nero & Аллисон Расселл, авторы (Аллисон Расселл)

Лучший американа-альбом
- Weathervanes — Джейсон Исбелл и the 400 Unit
- Brandy Clark — Брэнди Кларк
- The Chicago Sessions — Родни Кроуэлл
- You’re the One — Рианнон Гидденс
- The Returner — Аллисон Расселл

Лучший блюграсс-альбом
- City of Gold — Молли Таттл & Golden Highway
- Radio John: Songs of John Hartford — Сэм Буш
- Lovin' of the Game — Майкл Кливленд
- Mighty Poplar — Mighty Poplar
- Bluegrass — Вилли Нельсон
- Me/And/Dad — Билли Стрингс

Лучший традиционный блюз-альбом
- All My Love for You — Бобби Раш
- Ridin' — Эрик Бибб
- The Soul Side of Sipp — Mr. Sipp
- Life Don’t Miss Nobody — Трейси Нельсон
- Teardrops for Magic Slim Live at Rosa’s Lounge — Джон Праймер

Лучший современный блюз-альбом
- Blood Harmony — Larkin Poe
- Death Wish Blues — Саманта Фиш и Джесси Дэйтон
- Healing Time — Рути Фостер
- Live in London — Кристон «Кингфиш» Ингрэм
- LaVette! — Бетти Лаветт

Лучший фолк-альбом
- Joni Mitchell at Newport — Джони Митчелл
- Traveling Wildfire — Дом Флемонс
- I Only See the Moon — The Milk Carton Kids
- Celebrants — Nickel Creek
- Jubilee — Old Crow Medicine Show
- Seven Psalms — Пол Саймон
- Folkocracy — Руфус Уэйнрайт

Лучший региональный альбом
- New Beginnings — Buckwheat Zydeco Jr. & The Legendary Ils Sont Partis Band
- Live at the 2023 New Orleans Jazz & Heritage Festival — Dwayne Dopsie & The Zydeco Hellraisers
- Live: Orpheum Theater Nola — Lost Bayou Ramblers & Луизианский филармонический оркестр
- Made in New Orleans — New Breed Brass Band
- Too Much to Hold — New Orleans Nightcrawlers
- Live at the Maple Leaf — The Rumble при участии Chief Joseph Boudreaux Jr.

## Джаз, традиционная поп-музыка, инструментальная музыка и музыкальный театр
Лучшее джазовое исполнение
- «Tight» — Самара Джой
- «Movement 18' (Heroes)» — Джон Батист
- «Basquiat» — Лакиша Бенджамин
- «Vulnerable (Live)» — Адам Блэкстон при участии The Baylor Project & Russell Ferranté
- «But Not For Me» — Фред Херш & Эсперанса Сполдинг

Лучший джазовый вокальный альбом
- How Love Begins — Николь Зурайтис
- For Ella 2 — Патти Остин при участии Gordon Goodwin's Big Phat Band
- Alive at the Village Vanguard — Фред Херш & Эсперанса Сполдинг
- Lean In — Гретчен Парлато & Лайонел Луэке
- Mélusine — Сесиль Маклорин Сальван

Лучший джазовый инструментальный альбом
- The Winds of Change — Билли Чайлдс
- The Source — Кенни Бэррон
- Phoenix — Лакиша Бенджамин
- Legacy: The Instrumental Jawn — Адам Блэкстон
- Dream Box — Пат Метени

Лучший альбом большого джазового ансамбля
- Basie Swings The Blues — The Count Basie Orchestra под управлением Скотти Барнхарта
- The Chick Corea Symphony Tribute — Ritmo — ADDA Simfònica, Жозеп Висент, Emilio Solla
- Dynamic Maximum Tension — Darcy James Argue’s Secret Society
- Olympians — Винс Мендоса & Metropole Orkest
- The Charles Mingus Centennial Sessions — Mingus Big Band

Лучший латино-джаз-альбом
- El Arte del Bolero Vol. 2 — Мигель Зенон & Луис Пердомо
- Quietude — Эльяна Элиас
- My Heart Speaks — Иван Линс с Тбилисским симфоническим оркестром
- Vox Humana — Bobby Sanabria Multiverse Big Band
- Cometa — Лусиана Соуза & Trio Corrente

Лучший альтернативный джазовый альбом
- The Omnichord Real Book — Мишель Ндегеочелло
- Love in Exile — Арудж Афтаб, Виджай Айер, Шахзад Исмаили
- Quality Over Opinion — Луис Коул
- SuperBlue: The Iridescent Spree — Курт Эллинг, Чарли Хантер, SuperBlue
- Live at the Piano — Кори Генри

Лучший традиционный вокальный поп-альбом
- Bewitched — Laufey
- To Steve with Love: Liz Callaway Celebrates Sondheim — Лиз Каллауэй
- Pieces of Treasure — Рики Ли Джонс
- Holidays Around the World — Pentatonix
- Only the Strong Survive — Брюс Спрингстин
- Sondheim Unplugged (The NYC Sessions), Vol. 3 — Различные исполнители

Лучший современный инструментальный альбом
- As We Speak — Бела Флек, Закир Хусейн, Эдгар Майер при участии Ракеша Чаурасии
- On Becoming — House of Waters
- Jazz Hands — Боб Джеймс
- The Layers — Джулиан Лейдж
- All One — Бен Уэндел

Лучший музыкальный театральный альбом
- Some Like It Hot — Кристиан Борль, J. Harrison Ghee, Adrianna Hicks & NaTasha Yvette Williams, главные вокалисты; Mary-Mitchell Campbell, Bryan Carter, Scott M. Riesett, Charlie Rosen & Марк Шейман, продюсеры; Scott Wittman, автор текста; Марк Шейман, композитор & автор текста (Оригинальный бродвейский состав)
- Kimberly Akimbo — John Clancy, David Stone & Jeanine Tesori, продюсеры; Jeanine Tesori, композитор; Дэвид Линдси-Эбер, автор текста (Оригинальный бродвейский состав)
- Parade — Micaela Diamond, Alex Joseph Grayson, Jake Pedersen & Бен Платт, главные вокалисты; Jason Robert Brown & Jeffrey Lesser, продюсеры; Jason Robert Brown, композитор & автор текста (Бродвейский состав 2023 года)
- Shucked — Брэнди Кларк, Джейсон Хоуланд, Шейн Маканалли & Билли Джей Стайн, продюсеры; Брэнди Кларк & Шейн Маканалли, композиторы/авторы текста (Оригинальный бродвейский состав)
- Sweeney Todd: The Demon Barber of Fleet Street — Аннали Эшфорд & Джош Гробан, главные вокалисты; Thomas Kail & Alex Lacamoire, продюсеры; Стивен Сондхайм, композитор & автор текста (Бродвейский состав 2023 года)

## Госпел/Современная христианская музыка
Лучшее госпел-исполнение/песня
- «All Things» — Кирк Франклин
  - Кирк Франклин, автор
- «God Is Good» — Стэнли Браун при участии Hezekiah Walker, Kierra Sheard & Karen Clark Sheard
  - Стэнли Браун, Karen V Clark Sheard, Kaylah Jiavanni Harvey, Rodney Jerkins, Elyse Victoria Johnson, J Drew Sheard II, Kierra Valencia Sheard & Hezekiah Walker, авторы
- «Feel Alright (Blessed)» — Эрика Кэмпбелл
  - Эрика Кэмпбелл, Warryn Campbell, William Weatherspoon, Juan Winans & Marvin L. Winans, авторы
- «Lord Do It for Me (Live)» — Закарди Кортес
  - Marcus Calyen, Закарди Кортес & Kerry Douglas, авторы
- «God Is» — Мелвин Криспелл III

Лучшее исполнение современной христианской музыки/песня
- «Your Power» — Lecrae & Таша Коббс Леонард
- «Believe» — Блессинг Оффор
  - Хэнк Бентли & Блессинг Оффор, авторы
- «Firm Foundation (He Won’t) [Live]» — Коди Карнс
- «Thank God I Do» — Лорен Дейгл
  - Лорен Дейгл & Джейсон Ингрэм, авторы
- «Love Me Like I Am» — for KING & COUNTRY при участии Джордин Спаркс
- «God Problems» — Maverick City Music, Чендлер Мур & Наоми Рейн
  - Дэниел Башта, Крис Дэвенпорт, Райан Эллис & Наоми Рейн, авторы

Лучший госпел-альбом
- All Things New: Live in Orlando — Тай Триббетт
- I Love You — Эрика Кэмпбелл
- Hymns (Live) — Таша Коббс Леонард
- The Maverick Way — Maverick City Music
- My Truth — Джонатан Макрейнольдс

Лучший альбом современной христианской музыки
- Church Clothes 4 — Lecrae
- My Tribe — Блессинг Оффор
- Emanuel — Da' T.R.U.T.H.
- Lauren Daigle — Лорен Дейгл
- I Believe — Фил Уикхэм

Лучший традиционный госпел-альбом
- Echoes of the South — Blind Boys of Alabama
- Tribute to the King — The Blackwood Brothers Quartet
- Songs That Pulled Me Through the Tough Times — Бекки Айзекс Боумен
- Meet Me at the Cross — Brian Free & Assurance
- Shine: The Darker the Night the Brighter the Light — Gaither Vocal Band

## Латино, Global, African, регги, нью-эйдж, эмбиент
Лучший латино-поп-альбом
- X Mí (Vol. 1) — Габи Морено
- La Cuarta Hoja — Пабло Альборан
- Beautiful Humans, Vol. 1 — AleMor
- A Ciegas — Паула Аренас
- La Neta — Педро Капо
- Don Juan — Малума

Лучший латино-рок/альтернативный альбом
- Vida Cotidiana — Хуанес
- De Todas las Flores — Наталия Лафуркаде
- MARTÍNEZ — Кабра
- Leche de Tigre — Diamante Eléctrico
- EADDA9223 — Фито Паэс

Лучший латино-урбана альбом
- Mañana Será Bonito — Karol G
- Saturno — Rauw Alejandro
- Data — Tainy

Лучший мексиканский/техано-альбом
- Génesis — Peso Pluma
- Bordado a Mano — Ана Барбара
- La Sánchez — Лила Даунс
- Motherflower — Flor de Toloache
- Amor Como en las Películas de Antes — Люпита Инфанте

Лучший тропический латино-альбом
- Siembra: 45° Aniversario (En Vivo en el Coliseo de Puerto Rico, 14 de Mayo 2022) — Рубен Блейдс, Roberto Delgado & Orquesta
- Voy a Ti — Луис Фигероа
- Niche Sinfónica — Grupo Niche, Национальный симфонический оркестр Колумбии
- Vida — Омара Портуондо
- Mimy & Tony — Тони Суккар, Мими Суккар
- Escalona Nunca se Había Grabado Así — Карлос Вивес

Лучший альбом Global Music
- This Moment — Shakti
- Epifanías — Сусана Бака
- History — Bokanté
- I Told Them... — Burna Boy
- Timeless — Davido

Лучшее исполнение Global Music (музыка неевропейских местных традиций)
- «Pashto» — Бела Флек, Эдгар Майер & Закир Хусейн при участии Ракеша Чаурасии
- «Shadow Forces» — Арудж Афтаб, Виджай Айер & Шахзад Исмаили
- «Alone» — Burna Boy
- «FEEL» — Davido
- «Milagro y Desastre» — Сильвана Эстрада
- «Abundance in Millets» — Фалу & Гаурав Шах (при участии Нарендры Моди)
- «Todo Colores» — Ибрагим Маалуф при участии Cimafunk & Tank and the Bangas

Лучший нью-эйдж-альбом
- So She Howls — Карла Патулло при участии Tonality и the Scorchio Quartet
- Aquamarine — Kirsten Agresta-Copely
- Moments of Beauty — Омар Акрам
- Some Kind of Peace (Piano Reworks) — Оулавюр Арнальдс
- Ocean Dreaming Ocean — Дэвид Дарлинг & Ханс Кристиан

Лучшее исполнение африканской музыки
- «Water» — Tyla
- «Amapiano» — Asake & Olamide
- «City Boys» — Burna Boy
- «UNAVAILABLE» — Davido при участии Musa Keys
- «Rush» — Ayra Starr

Лучший регги-альбом
- Colors of Royal — Джулиан Марли & Antaeus
- Born for Greatness — Buju Banton
- Simma — Beenie Man
- Cali Roots Riddim 2023 — Collie Buddz
- No Destroyer — Burning Spear

## Музыка для детей, комедия, аудиокниги, визуальные медиа
Лучший альбом для детей
- We Grow Together Preschool Songs — 123 Andrés
- Ahhhhh! — Andrew & Polly
- Ancestars — Пирс Фрилон и Нинна Фрилон
- Hip Hope For Kids! — DJ Willy Wow!
- Taste The Sky — Uncle Jumbo

Лучший комедийный альбом
- What’s In a Name? — Дейв Шаппелл
- I Wish You Would — Тревор Ноа
- I’m an Entertainer — Ванда Сайкс
- Selective Outrage — Крис Рок
- Someone You Love — Сара Сильверман

Лучший альбом разговорного жанра (включая аудиокниги & рассказы)
- The Light We Carry: Overcoming in Uncertain Times — Мишель Обама
- Big Tree — Мерил Стрип
- Boldly Go: Reflections on a Life of Awe and Wonder — Уильям Шетнер
- The Creative Act: A Way of Being — Рик Рубин
- It's OK to Be Angry About Capitalism — Берни Сандерс

Лучший альбом, являющийся компиляционным саундтреком для визуальных медиа
- Barbie the Album — Различные исполнители
- Aurora — Дейзи Джонс и The Six
- Black Panther: Wakanda Forever — Music from and Inspired By — Различные исполнители
- Guardians of the Galaxy, Vol. 3: Awesome Mix, Vol. 3 — Различные исполнители
- Weird: The Al Yankovic Story (Original Soundtrack) — Странный Эл Янкович

Лучший саундтрек для визуальных медиа
- Оппенгеймер — Людвиг Йоранссон
- Фабельманы — Джон Уильямс
- Индиана Джонс и Колесо судьбы — Джон Уильямс
- Чёрная пантера: Ваканда навеки — Людвиг Йоранссон
- Барби — Марк Ронсон & Эндрю Уайатт

Лучший саундтрек к видеоиграм и другим интерактивным медиа
- Star Wars Jedi: Survivor — Стивен Бартон и Горди Хаб
- Call of Duty: Modern Warfare II — Сара Шахнер
- God of War: Ragnarök — Беар Маккрири
- Hogwarts Legacy — Питер Мюррей, Джей Скотт Ракози и Чак Майерс
- Stray Gods: The Roleplaying Musical — Джесс Серро, Tripod и Остин Уинтори

Лучшая песня, написанная для визуальных медиа
- «What Was I Made For?» (из фильма «Барби»)
  - Билли Айлиш & Финнеас О’Коннелл, авторы (Билли Айлиш)
- «Dance the Night» (из фильма «Барби»)
  - Caroline Ailin, Дуа Липа, Марк Ронсон & Эндрю Уайатт, авторы (Дуа Липа)
- «Barbie World» (из фильма «Барби»)
  - Айсис Найжа Гастон, Ephrem Louis Lopez Jr. & Оника Мараж, авторы (Ники Минаж & Ice Spice при участии Aqua)
- «Lift Me Up» (из фильма «Чёрная пантера: Ваканда навеки»)
  - Райан Куглер, Людвиг Йоранссон, Робин Фенти & Темиладе Опенийи, авторы (Рианна)
- «I’m Just Ken» (из фильма «Барби»)
  - Марк Ронсон & Эндрю Уайатт, авторы (Райан Гослинг)

Лучшее музыкальное видео
- «I’m Only Sleeping» — The Beatles
  - Em Cooper, режиссёр; Jonathan Clyde, Sophie Hilton, Sue Loughlin и Laura Thomas, продюсеры
- «In Your Love» — Тайлер Чилдерс
  - Bryan Schlam, режиссёр; Kacie Barton, Silas House, Nicholas Robespierre, Ian Thornton и Whitney Wolanin, продюсеры
- «What Was I Made For?» — Билли Айлиш
  - Билли Айлиш, режиссёр; Michelle An, Chelsea Dodson и David Moore, продюсеры
- «Count Me Out» — Кендрик Ламар
  - Dave Free и Кендрик Ламар, режиссёры; Jason Baum и Jamie Rabineau, продюсеры
- «Rush» — Трой Сиван
  - Gordon von Steiner, режиссёр; Kelly McGee, продюсер

Лучший музыкальный фильм
- Moonage Daydream (Дэвид Боуи)
  - Бретт Морген[англ.], режиссёр и продюсер
- How I’m Feeling Now — Льюис Капальди
  - Joe Pearlman, режиссёр; Sam Bridger, Isabel Davis и Alice Rhodes, продюсеры
- Live From Paris, The Big Steppers Tour — Кендрик Ламар
  - Mike Carson, Dave Free и Mark Ritchie, режиссёры; Cornell Brown, Debra Davis, Jared Heinke и Jamie Rabineau, продюсеры
- I Am Everything (Литл Ричард)
  - Lisa Cortés, режиссёр; Caryn Capotosto, Lisa Cortés, Robert Friedman и Liz Yale Marsh, продюсеры
- Dear Mama (Тупак Шакур)
  - Аллен Хьюз, режиссёр; Joshua Garcia, Loren Gomez, James Jenkins и Stef Smith, продюсеры

## Упаковка/заметки и исторический альбом
Лучшая упаковка записи
- Stumpwork
  - Люк Брукс и Джеймс Тесеус Бак, арт-директора (Dry Cleaning[англ.])
- The Art of Forgetting
  - Кэролайн Роуз, арт-директор (Кэролайн Роуз)
- Cadenza 21'
  - Hsing-Hui Cheng, арт-директор (Ensemble Cadenza 21')
- Electrophonic Chronic
  - Перри Шэлл, арт-директор (The Arcs)
- Гравити Фолз
  - iam8bit[англ.], арт-директор (Brad Breeck)
- Migration
  - Ю Вэй, арт-директор (Leaf Yeh)

Лучшая упаковка коробочной или специальной ограниченной версии
- For The Birds: The Birdsong Project
  - Джери Хейден и Джон Хейден, арт-директора (Various Artists)
- The Collected Works of Neutral Milk Hotel
  - Джефф Мэнгам, Дэниел Мерфи и Марк Оэ, арт-директора (Neutral Milk Hotel)
- Gieo
  - Дюй Дао, арт-директор (Ngọt[вьет.])
- Inside: Deluxe Box Set
  - Бо Бернем и Дэниел Калдервуд, арт-директора (Бо Бернем)
- Words & Music, May 1965 — Deluxe Edition
  - Масаки Коике, арт-директор (Лу Рид)

Лучшие заметки в альбоме
- Written in Their Soul: The Stax Songwriter Demos
  - Роберт Гордон[англ.] и Динни Паркер, авторы заметок (Various Artists)
- Evenings at The Village Gate: John Coltrane with Eric Dolphy (Live)
  - Эшли Кан, автор заметок (Джон Колтрейн & Эрик Долфи)
- I Can Almost See Houston: The Complete Howdy Glenn
  - Скотт Б. Бомар, автор заметок (Хауди Гленн)
- Mogadishu’s Finest: The Al Uruba Sessions
  - Вик Сохони, автор заметок (Iftin Band)
- Playing for the Man at the Door: Field Recordings from the Collection of Mack McCormick, 1958—1971
  - Джефф Плейс[англ.] и Джон Траутман, авторы заметок (Various Artists)

Лучший исторический альбом
- Written in Their Soul: The Stax Songwriter Demos
  - Роберт Гордон[англ.], Динни Паркер, Шерил Павельски, Мишель Смит и Мейсон Уильямс, продюсеры компиляции; Майкл Грейвс, звукоинженер по мастерингу; Майкл Грейвс, звукоинженер-реставратор (Various Artists)
- Fragments — Time Out of Mind Sessions (1996—1997): The Bootleg Series, Vol. 17
  - Стив Берковиц и Джефф Розен, продюсеры компиляции; Стив Аддаббо, Грег Калби, Стив Фаллоне, Крис Шоу и Марк Уайлдер, звукоинженеры по мастерингу (Боб Дилан)
- The Moaninest Moan of Them All: The Jazz Saxophone of Loren McMurray, 1920—1922
  - Колин Хэнкок, Миган Хеннесси и Ричард Мартин, продюсеры компиляции; Ричард Мартин, звукоинженер по мастерингу; Ричард Мартин, звукоинженер-реставратор (Various Artists)
- Playing for the Man at the Door: Field Recordings from the Collection of Mack McCormick, 1958—1971
  - Джефф Плейс и Джон Траутман, продюсеры компиляции; Рэнди ЛеРой и Чарли Пилзер, звукоинженеры по мастерингу; Майк Петилло и Чарли Пилзер, звукоинженеры-реставратор (Various Artists)
- Words & Music, May 1965 — Deluxe Edition
  - Лори Андерсон, Дон Флеминг, Джейсон Стерн, Мэтт Салливан и Хэл Уиллнер, продюсеры компиляции; Джон Болдуин, звукоинженер по мастерингу; Джон Болдуин, звукоинженер-реставратор (Лу Рид)

## Производство, инжиниринг, композиция и аранжировка
Лучший инжиниринг альбома, неклассического
- Jaguar II
  - John Kercy, Kyle Mann, Виктория Моне, Patrizio «Teezio» Pigliapoco, Neal H Pogue & Todd Robinson, инженеры; Colin Leonard, мастеринг (Виктория Моне)
- Desire, I Want to Turn Into You
  - Macks Faulkron, Daniel Harle, Кэролайн Полачек & Geoff Swan, инженеры; Mike Bozzi & Chris Gehringer, мастеринг (Кэролайн Полачек)
- History
  - Ник Хард, инженер; Дэйв Макнейр, мастеринг (Bokanté)
- Multitudes
  - Michael Harris, Robbie Lackritz, Joseph Lorge & Блейк Миллс, инженеры (Feist)
- The Record
  - Owen Lantz, Will Maclellan, Кэтрин Маркс, Mike Mogis, Bobby Mota, Kaushlesh «Garry» Purohit & Sarah Tudzin, инженеры; Пэт Салливан, мастеринг (Boygenius)

Лучший инжиниринг альбома, классического
- Contemporary American Composers
  - Дэвид Фрост & Чарли Пост, инженеры; Сайлас Браун, мастеринг (Риккардо Мути & Чикагский симфонический оркестр)
- The Blue Hour
  - Patrick Dillett, Mitchell Graham, Jesse Lewis, Kyle Pyke, Andrew Scheps & John Weston, инженеры; Helge Sten, мастеринг (Shara Nova & A Far Cry)
- Fandango
  - Александр Липай & Дмитрий Липай, инженеры; Александр Липай & Дмитрий Липай, мастеринг (Густаво Дудамель, Энн Акико Мейерс, Густаво Кастильо & Лос-Анджелесский филармонический оркестр)
- Sanlikol: A Gentleman of Istanbul — Symphony for Strings, Percussion, Piano, Oud, Ney & Tenor
  - Christopher Moretti & John Weston, инженеры; Shauna Barravecchio & Jesse Lewis, мастеринг (Mehmet Ali Sanlıkol, George Lernis & A Far Cry)
- Tchaikovsky: Symphony No. 5 & Schulhoff: Five Pieces
  - Марк Донахью, инженер; Марк Донахью, мастеринг (Манфред Хонек & Питтсбургский симфонический оркестр)

Продюсер года, классический
- Илэйн Мартоун
- Дэвид Фрост
- Мортен Линдберг
- Дмитрий Липай
- Брайан Пиджон

Лучшая ремикшированная запись, не классическая
- «Wagging Tongue» (Wet Leg Remix)
  - Wet Leg, ремиксеры (Depeche Mode)
- «Alien Love Call»
  - BadBadNotGood, ремиксеры (Turnstile & BadBadNotGood при участии Blood Orange)
- «New Gold» (Dom Dolla Remix)
  - Dom Dolla, ремиксер (Gorillaz при участии Tame Impala & Bootie Brown)
- «Reviver» (Totally Enormous Extinct Dinosaurs Remix)
  - Totally Enormous Extinct Dinosaurs, ремиксер (Lane 8)
- «Workin' Hard» (Terry Hunter Remix)
  - Терри Хантер, ремиксер (Мэрайя Кэри)

Лучший альбом с объёмным звучанием
- The Diary of Alicia Keys
  - George Massenburg & Eric Schilling, иммерсивные микс-инженеры; Майкл Романовски, иммерсивный мастеринг-инженер; Алиша Киз & Ann Mincieli, иммерсивные продюсеры (Алиша Киз)
- Act 3 (Immersive Edition)
  - Ryan Ulyate, иммерсивный микс-инженер; Майкл Романовски, иммерсивный мастеринг-инженер; Ryan Ulyate, иммерсивный продюсер (Ryan Ulyate)
- Blue Clear Sky
  - Chuck Ainlay, иммерсивный микс-инженер; Майкл Романовски, иммерсивный мастеринг-инженер; Chuck Ainlay, иммерсивный продюсер (Джордж Стрейт)
- God of War Ragnarök (Original Soundtrack)
  - Eric Schilling, иммерсивный микс-инженер; Майкл Романовски, иммерсивный мастеринг-инженер; Kellogg Boynton, Peter Scaturro & Herbert Waltl, иммерсивные продюсеры (Беар Маккрири)
- Silence Between Songs
  - Аарон Шорт, иммерсивный мастеринг-инженер (Мэдисон Бир)

Лучшая инструментальная композиция
- «Helena’s Theme»
  - Джон Уильямс, композитор (Джон Уильямс)
- «Amerikkan Skin»
  - Лакесия Бенджамин, композитор (Лакесия Бенджамин при участии Анджелы Дэвис)
- «Can You Hear the Music»
  - Людвиг Йоранссон, композитор (Людвиг Йоранссон)
- «Cutey and the Dragon»
  - Гордон Гудвин & Рэймонд Скотт, композиторы (Quartet San Francisco при участии Gordon Goodwin's Big Phat Band)
- «Motion»
  - Эдгар Майер, композитор (Бела Флек, Эдгар Майер & Закир Хусейн при участии Ракеша Чаурасии)

Лучшая инструментальная аранжировка или аранжировка а капелла
- «Folsom Prison Blues»
  - John Carter Cash, Томми Эммануэль, Markus Illko, Janet Robin & Roberto Luis Rodriguez, аранжировщики (The String Revolution при участии Томми Эммануэля)
- «Angels We Have Heard On High»
  - Nkosilathi Emmanuel Sibanda, аранжировщик (Just 6)
- «Can You Hear the Music»
  - Людвиг Йоранссон, аранжировщик (Людвиг Йоранссон)
- «I Remember Mingus»
  - Hilario Durán, аранжировщик (Hilario Durán And His Latin Jazz Big Band при участии Paquito D’Rivera)
- «Paint It Black»
  - Esin Aydingoz, Chris Bacon & Alana Da Fonseca, аранжировщики (Уэнздей Аддамс)

Лучшая инструментальная аранжировка в сопровождении вокалиста(ов)
- «In the Wee Small Hours of the Morning»
  - Erin Bentlage, Джейкоб Кольер, Sara Gazarek, Johnaye Kendrick & Amanda Taylor, аранжировщики (säje при участии Джейкоба Кольера)
- «April in Paris»
  - Гордон Гудвин, аранжировщик (Патти Остин при участии Gordon Goodwin's Big Phat Band)
- «Com Que Voz (Live)»
  - John Beasley & Maria Mendes, аранжировщики (Maria Mendes при участии John Beasley & Metropole Orkest)
- «Fenestra»
  - Godwin Louis, аранжировщик (Сесиль Маклорин Сальван)
- «Lush Life»
  - Кендрик Маккаллистер, аранжировщик (Самара Джой)

## Классическая музыка
Лучшее оркестровое исполнение
- «Адес: Dante»
  - Густаво Дудамель, дирижёр (Лос-Анджелесский филармонический оркестр)
- «Барток: Концерт для оркестра; Four Pieces»
  - Карина Канеллакис, дирижёр (Филармонический оркестр Нидерландского радио)
- «Прайс: Симфония № 4; Доусон: Негритянская народная симфония»
  - Янник Незе-Сеген, дирижёр (Филадельфийский оркестр)
- «Скрябин: Симфония № 2; Поэма экстаза»
  - Джоанн Фаллетта, дирижёр (Филармонический оркестр Буффало)
- «Стравинский: Весна священная»
  - Эса-Пекка Салонен, дирижёр (Симфонический оркестр Сан-Франциско)

Лучшая оперная запись
- Бланчард: Чемпион
  - Янник Незе-Сеген, дирижёр; Райан Спидо Грин, Латония Мур & Эрик Оуэнс; Дэвид Фрост, продюсер (Оркестр «Метрополитен-опера»; хор «Метрополитен-опера»)
- Корильяно: The Lord of Cries
  - Gil Rose, дирижёр; Anthony Roth Costanzo, Kathryn Henry, Jarrett Ott & David Portillo; Gil Rose, продюсер (Boston Modern Orchestra Project & хор Odyssey Opera)
- Литтл: Black Lodge
  - Timur; Andrew McKenna Lee & David T. Little, продюсеры (The Dime Museum; Isaura String Quartet)

Лучшее хоровое исполнение
- Саариахо: Reconnaissance
  - Nils Schweckendiek, дирижёр (Ансамбль Uusinta; Камерный хор Хельсинки)
- Carols After a Plague
  - Donald Nally, дирижёр (The Crossing)
- The House of Belonging
  - Craig Hella Johnson, дирижёр (Miró Quartet; Conspirare)
- Лигети: Lux Aeterna
  - Эса-Пекка Салонен, дирижёр (San Francisco Symphony Chorus)
- Рахманинов: Всенощное бдение
  - Стивен Фокс, дирижёр (The Clarion Choir)

Лучшее камерное исполнение
- Rough Magic — Roomful of Teeth
- American Stories — Энтони Макгилл & Pacifica Quartet
- Beethoven for Three: Symphony No. 6, Pastorale and Op. 1, No. 3 — Йо Йо Ма, Эмануэль Акс & Леонидас Кавакос
- Between Breaths — Third Coast Percussion
- Uncovered, Vol. 3: Coleridge-Taylor Perkinson, William Grant Still & George Walker — Catalyst Quartet

Лучшее классическое инструментальное соло
- The American Project — Ван Юйцзя; Тедди Абрамс, дирижёр (Луисвиллский оркестр)
- John Luther Adams: Darkness and Scattered Light — Роберт Блэк
- Akiho: Cylinders — Энди Акихо
- Difficult Grace — Сет Паркер Вудс
- Of Love — Кёртис Стюарт

Лучший классический сольный вокальный альбом
- Walking in the Dark
  - Джулия Баллок, солистка; Кристиан Рейф, дирижёр (Оркестр «Филармония»)
- Because
  - Реджинальд Мобли, солист; Батист Тротиньон, пианист
- Broken Branches
  - Карим Сулейман, солист; Шон Шибе, аккомпаниатор
- 40@40
  - Лора Стриклинг, солистка; Дэниел Шлосберг, пианист
- Rising
  - Лоуренс Браунли, солист; Кевин Дж. Миллер, пианист

Лучший классический компендиум
- Passion for Bach and Coltrane
  - Алекс Браун, Harlem Quartet, Imani Winds, Edward Perez, Neal Smith & A.B. Spellman; Silas Brown & Mark Dover, продюсеры
- Fandango
  - Энн Акико Мейерс; Густаво Дудамель, дирижёр; Дмитрий Липай, продюсер
- Julius Eastman, Vol. 3: If You’re So Smart, Why Aren’t You Rich?
  - Christopher Rountree, дирижёр; Lewis Pesacov, продюсер
- Mazzoli: Dark with Excessive Bright
  - Peter Herresthal; Tim Weiss, дирижёр; Hans Kipfer, продюсер
- Sardinia
  - Чик Кориа; Чик Кориа & Берни Кирш, продюсеры
- Sculptures
  - Энди Акихо; Энди Акихо & Шон Диксон, продюсеры
- Zodiac Suite
  - Aaron Diehl Trio & The Knights; Eric Jacobsen, дирижёр; Aaron Diehl & Eric Jacobsen, продюсеры

Лучшая современная классическая композиция
- Montgomery: Rounds — Джесси Монтгомери, композитор (Авадагин Пратт, A Far Cry & Roomful of Teeth)
- Adès: Dante — Томас Адес, композитор (Густаво Дудамель & Лос-Анджелесский филармонический оркестр)
- Akiho: In That Space, At That Time — Энди Акихо, композитор (Энди Акихо, Ankush Kumar Bahl & Симфонический оркестр Омахи)
- Brittelle: Psychedelics — William Brittelle, композитор (Roomful of Teeth)
- Mazzoli: Dark with Excessive Bright — Мисси Маццоли, композитор (Peter Herresthal, James Gaffigan & Бергенский филармонический оркестр)

## Специальные награды

### Персона года MusiCares
- Джон Бон Джови[21]

### Lifetime Achievement Award
- Донна Саммер
- Глэдис Найт
- Лори Андерсон
- N.W.A
- Тэмми Уайнетт
- The Clark Sisters[22]

### Dr. Dre Global Impact Award
- Jay-Z[23]

### Best Song for Social Change
- «Refugee.» — K'naan, Gerald Eaton & Steve McEwan[24]